# 朱昂 (成化進士)
朱昂（1438年—？），字廷舉，湖廣辰州府沅陵縣人，軍籍，明朝政治人物。進士出身。

## 生平
早年出身國子生，湖廣鄉試第三十名。成化十四年（1478年）戊戌科會試第三百十四名，殿試登進士第三甲第三十七名。

## 家族
曾祖父朱秉彜。祖父朱成山。父亲朱諒。母向氏。慈侍下。兄昱。弟景。娶王氏。